# Gustaf Carlsson
Pour les articles homonymes, voir Carlson.
Gustaf Carlson, né le 22 juillet 1894 à Stockholm et mort le 12 août 1942 à Bromma, est un footballeur international suédois. Il évoluait au poste de défenseur.

## Biographie

### En club
Gustaf Carlson est joueur du Mariebergs IK (en) de 1914 à 1925,.

### En équipe nationale
International suédois, Gustaf Carlson dispute 13 matchs sans inscrire de but en équipe nationale suédoise de 1915 à 1924,.
Il dispute son premier match en sélection le 24 octobre 1915 contre la Norvège en amical (victoire 5-2 à Stockholm).
Carlson fait partie de l'équipe suédoise médaillée de bronze des Jeux olympiques de 1924 : il est titulaire lors de quatre rencontres durant le tournoi.
Son dernier match en sélection a lieu le 15 juin 1924 contre le Danemark (victoire 3-2 à Copenhague) lors du Championnat nordique.

### Entraîneur
Carlson est sélectionneur de l'équipe de Suède de 1938 à 1942.

## Palmarès

### En sélection
Suède
- Jeux olympiques :
  -  Bronze : 1924.